# XENON (эксперимент)
XENON — исследовательский проект по изучению темной материи, который проводится в лаборатории Гран Сассо в Италии . Исследовательская лаборатория находится глубоко под землей, где ученые ставят эксперименты, пытаясь выявить и исследовать частицы темной материи. Исследователи считают, что эти слабо взаимодействующие массивные частицы (англ. Weakly interacting massive particles Weakly interacting massive particles — WIMP) можно обнаружить, если фиксировать жидкие ядерные распады и возмущения в закрытой камере, наполненной ксеноном. Нынешний детектор состоит из двухфазной время-проекционной камеры (ВПК).
Эксперимент обнаруживает сцинтилляции и ионизации, которые возникают в результате взаимодействия частиц с жидким ксеноном, что дает возможность выявить прохождения реакций ядерного распада. Фиксация такого явления создаст первое прямое экспериментальное подтверждение существования частиц, которые являются кандидатами в темную материю. Во главе группы ученых-исследователей стоит итальянский физик — профессор колумбийского университета Елена Априле.

## Принцип детектора
В эксперименте XENON используется двухфазная время-проекционная камера (англ. Time projection chamber Time projection chamber — ВПК), которая в нижней части заполнена жидким ксеноном, а в верхней — газообразным . Две матрицы фотоэлектронных умножителей (ФЭУ), один наверху детектора, где вещество в газообразном состоянии (GXe), а другой — под жидким слоем ксенона (LXe), обеспечивают детектирование сцинтилляций и световой электролюминесценции, когда заряженные частицы взаимодействуют с веществом в детекторе. Участок с активным веществом детектора (жидкий и газообразный газ) пронизан электрическим полем. Металлическая сетка в верхней части жидкости создаёт электрическое поле в верхней газововой области значительно сильнее, чем в нижней части детектора для того, чтобы вытягивать электроны из области с жидкой веществом и вызывать электролюминесценцию.
Взаимодействия частиц в жидкой веществе порождают сцинтилляции и ионизации . Быстрая вспышка сцинтилляционного свечения порождает ультрафиолетовые фотоны с длиной волны 178 нм. Этот сигнал фиксируется в фотоумножителях и обозначается как сигнал S1. Эта методика достаточно чувствительна, чтобы детектировать единичные фотоэлектроны. Электрическое поле, которое пронизывает установку, обеспечивает рекомбинацию всех электронов, которые образовались после взаимодействия с заряженными частицами в ВПК. Эти электроны под действием электрического поля смещаются в верхнюю часть области с жидким ксеноном. Затем переходят в область газообразного состояния с гораздо более сильным электрическим полем. Это поле ускоряет электроны до энергии, при которой они начинают приводить к люминесценции, фотоны от которой фиксируются в ФУ. Этот сигнал обозначается как S2.
Детектор позволяет получить полную трехмерную картину процесса взаимодействия частиц. . Электроны в области жидкого ксенона имеют равномерную скорость смещения в верхнюю область. Это позволяет определить глубину события, где произошло взаимодействие, из-за задержек между сигналами S1 и S2. Точное место события в координатной шкале x-y получают путем расчета числа фотонов, которые были зафиксированы каждой из ФУ. Для масштабирования z координаты события используется экранирование фотонов массой жидкого ксенона. Это позволяет получить гораздо более высокую точность при регистрации очень редких событий.
Ожидается, что искомые заряженные частицы, которые пролетают через детектор, будут взаимодействовать и с электронами атомов ксенона, и с самими ядрами атомов ксенона. Для конкретного количества энергии, которую вносят сталкивающиеся частицы в детектор, с помощью отношения S2 / S1 можно различить события ядерных и электронных столкновений. Ожидается, что это отношение будет больше для электронных столкновений, чем для ядерных.
Теория гласит, что частица темной материи, которая ударит по атомам в резервуаре, высвободит фотоны и электроны, которые можно будет зафиксировать в виде вспышек света. Такие сигналы впервые были зафиксированы 16 июня 2020, они могут стать подтверждением существования темной материи. 

## XENON10
Эксперимент XENON10 проводился в подземной лаборатории Гран-Сассо в течение марта 2006 года. Подземное размещение лаборатории обеспечило экранирование, эквивалентное слою воды толщиной 3100 метров. Кроме того, сам детектор был дополнительно экранирован, чтобы ещё уменьшить фоновый шум на ВПК. Вообще XENON10 расценивался как прототип детектора, основным его назначением было доказать эффективность самой концепции XENON, а также проверить достижимость тех или иных предельных значений, чувствительность и фоновую мощность. Детектор XENON10 содержал 15 килограмм жидкого ксенона. Размеры чувствительного объёма ВПК составляли 20 см в диаметре и 15 см в высоту.

## XENON100
Вторая фаза детектора под названием XENON100 содержала уже 165 кг жидкого ксенона, из которых 62 кг приходилось на область мишени, а все остальное приходилось на «active veto» сенсор. ВПК имела 30 см в диаметре и 30 см высотой.

## XENON1T
Строительство третьей фазы под названием XENON1T началось в зале B (Hall B) Гран-Сассо в 2014 году. Проект детектора предусматривает 3,5 тонн ультра радио-очищенного жидкого ксенона, из которых на область мишени будет приходиться более 1 тонны. Детектор помещен в наполненную водой оболочку высотой 10 метров, которая будет выполнять роль «мюонного вето». ВПК будет иметь 1 м в диаметре и столько же в высоту.
На детекторе планируется изучить и протестировать некоторые теоретические модели, которые являются кандидатами на суперсимметрию, такие как CMSSM.